# Ruapehu
El monte Ruapehu es uno de los volcanes más activos de Nueva Zelanda (y el mayor en activo), en la zona volcánica de Taupo de la isla Norte. Es, además, la montaña más elevada de dicha isla, alcanzando su pico principal (llamado Tahurangi) una altitud de 2797 m, con los dos picos secundarios de Te Heuheu (2755 m) y Paretetaitonga (2751 m). Está a 23 km al noreste de Ohakune y 40 al sudoeste de la costa sur del Taupo, dentro del parque nacional de Tongariro.
Entre erupciones tiene un lago en su cráter. En sus laderas están los únicos glaciares y las mayores pistas de esquí de la isla Norte.

## Actividad volcánica

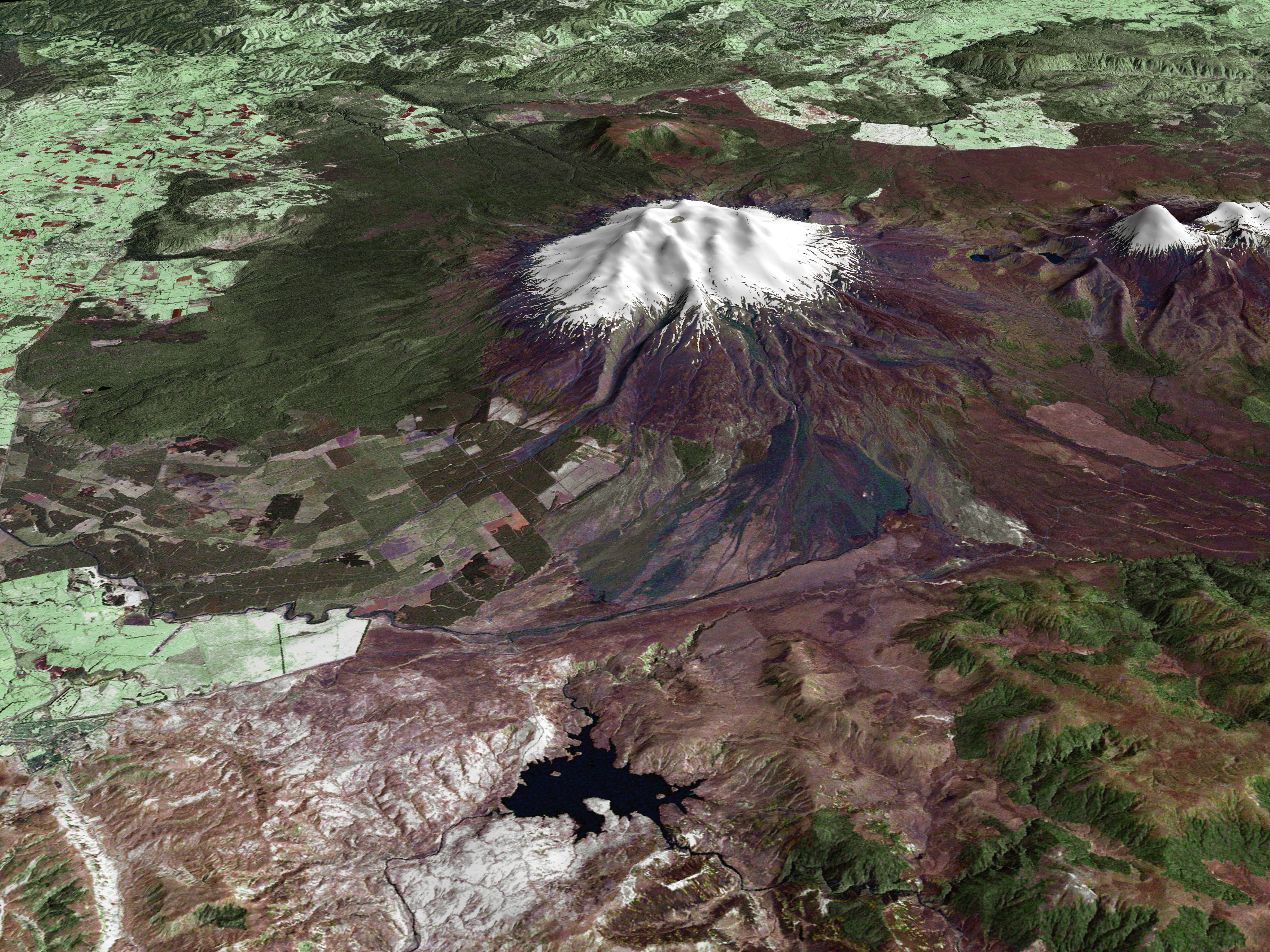
Imagen compuesta del monte Ruapehu y el Hauhungatahi, Nueva Zelanda.

El Ruapehu es un estratovolcán compuesto en gran parte de andesita y cuya primera erupción ocurrió al menos hace 250 000 años. En su historia, las grandes erupciones han ocurrido con unos cincuenta años de diferencia, en 1895, 1945 y 1995/96. Las erupciones menores son más frecuentes, contabilizándose hasta una cifra de sesenta desde el año 1945. Algunas de estas pequeñas erupciones generaron lluvias de ceniza y lahares, que dañaron las pistas de esquí de las laderas.
Entre las erupciones mayores en Ruapehu se forma un gran lago de cráter alimentado por fusión de nieve, cuyas aguas son cálidas y ácidas. Las erupciones principales llegan a expulsar completamente el agua del lago. Si una de estas erupciones crea una represa de tefra en el desagüe natural del lago, esa represa tenderá a colapsarse cuando el lago se vuelve a llenar de agua, y el nivel sobrepasa el ordinario por el taponamiento del desagüe. La avalancha de agua consiguiente genera un gran lahar, evento que ya se ha repetido en este volcán. En 2000 se instaló en la montaña el sistema ERLAWS para detectar estos colapsos y alertar a las autoridades competentes.

## Estaciones de esquí
En Ruapehu se ubican dos estaciones de esquí comerciales, Whakapapa en la cara norte y Turoa en la ladera sur. Son las dos estaciones de esquí más grandes de Nueva Zelanda, siendo Whakapapa la mayor de las dos. Además está la de Tukino en la cara este de la montaña, de uso particular.
La temporada de esquí suele durar por lo general de junio a octubre, pero depende de la nieve y de las condiciones meteorológicas. Ambas pistas de esquí son accesibles en coche o en telesilla, con pistas adecuadas tanto para esquiadores noveles como expertos. Hay disponible cierta posibilidad de alojamiento y refrigerio en Top o' the Bruce (el estacionamiento situado al final de la carretera de Bruce), en la entrada a Whakapapa y en otros lugares de la montaña. También hay cabañas alpinas para excursionistas y escaladores.

## Ubicación cinematográfica
En las laderas del monte Ruapehu se rodaron las escenas correspondientes a las Emyn Muil de la trilogía cinematográfica de El Señor de los Anillos, dirigida por Peter Jackson. También fue Erebor, la Montaña Solitaria, en las películas de El hobbit.